# Ибердь
Ибердь — река в России, протекает в Рязанской области. Правый приток реки Ранова.

## География
Река Ибердь берёт начало у деревни Борисовка Ухоловского района. Течёт на запад через смешанные леса. На реке расположен посёлок Ибердский. Устье реки находится в 52 км по правому берегу реки Ранова. Длина реки составляет 23 км.

## Данные водного реестра
По данным государственного водного реестра России относится к Окскому бассейновому округу, водохозяйственный участок реки — Проня от истока и до устья, речной подбассейн реки — Бассейны притоков Оки до впадения Мокши. Речной бассейн реки — Ока.
Код объекта в государственном водном реестре — 09010102112110000025738.